# سارقان (فیلم ۱۹۷۱)
سارقان (به انگلیسی: The Burglars) یک فیلم سینمایی فرانسوی-ایتالیایی محصول سال ۱۹۷۱ به کارگردانی آنری ورنوی، با بازی ژان-پل بلموندو، عمر شریف، داین کنون و روبر حسین است. این فیلم براساس رمان ۱۹۵۳ دیوید گودیس ساخته شده و حول یک تیم چهار نفره سارقین بدرقه یک پلیس فاسد در آتن می‌چرخد. این فیلم بازسازی فیلم آمریکایی سارق (فیلم ۱۹۵۷) با بازی جین منسفیلد است.

## داستان
در دهه ۱۹۷۰ آتن، گروهی از سارقین حرفه ای به رهبری آزاد نقشه یک سرقت جسورانه را طراحی کردند. قربانی، تاجر ثروتمند سنگهای قیمتی، آقای تاسکو است. گنجی که به تاراج می‌رود مجموعه زمرد مجلل آقای تاسکو است. تیم نفوذ محافظ ویلا را خنثی می‌کند، وارد محوطه می‌شود و گاوصندوق را پیدا می‌کند. ابزار پیشرفته ترکش ایمن آنها به سارقین اجازه می‌دهد تا درهای امن را بشکنند و زمردها را بدزدند. در حین کاپیر، یک پلیس یونانی تنها متوجه ماشین دزدانی که در خارج از محل اقامت تاسکو پارک شده‌است می‌شود و مشکوک می‌شود. وقتی آزاد وانمود می‌کند که با موتور ماشین گریز اتومبیل گنگ می‌زند، پلیس یونان وانمود می‌کند که او را باور می‌کند. در واقع، بازرسان پلیس یونان، ابل زاخاریا، مشکوک به وقوع سرقت است اما تصمیم می‌گیرد که با هم بازی کند تا به سارقان اجازه دهد مأموریت خود را انجام دهند. با این حال، پلیس فاسد یونان قصد دارد بعداً مجرمان را دستگیر کرده و زمردها را برای خود بدزدد. تعقیب گربه و موش دنبال می‌شود.

## تولید
فیلمبرداری در آتن و پاریس انجام شد.
این فیلم با موفقیت خوب تجاری در گیشه فرانسه و ششمین فیلم محبوب سال بود.